# Togg T10F
Le Togg T10F est une berline 5 portes de type fastback 100 % électrique du constructeur automobile turc Togg. Presenté en 2024, il s’agit du second véhicule après le T10X conçu par Togg de l'ensemble de ses cinq modèles planifiés d'ici 2030.

## Présentation
Le T10F est présenté par le constructeur automobile turc Togg le 9 janvier 2024 lors du Consumer Electronics Show (CES) 2024 tenu à Las Vegas.
Le T10F est en compétition directe avec les autres berlines fastback comme la Tesla Model 3 ou la Peugeot 408,.

## Dénomination
Le patronyme T10F se décompose en T pour Togg, 10 pour l'échelon dans la gamme du constructeur et F pour le type de carrosserie (berline fastback).

## Design
La forme de carrosserie fastback permet à la berline d'offrir un design plus sportif que les berlines classiques. Le design s'éloigne cependant de la forme fastback classique à tricorps et adopte une silhouette plus dynamique et plus aérodynamique avec ses 5 portes. Les principales caractéristiques sont une ligne sculptée de l'avant à la porte arrière, un bord d'aile arrière qui s'enroule autour de la poignée de porte et un élément chromé vertical sur le montant C. Le design du T10F met l'accent sur les détails et l'aérodynamisme, avec des poignées de porte affleurantes et des roues sculptées pour optimiser le flux d'air. La surface des ailes arrière suit la base de la vitre arrière, incorporant un spoiler intégré et conférant au volume arrière une esthétique distinctive. La découpe du montant arrière permet d'obtenir un toit bicolore. L'avant du T10F est doté de feux diurnes en forme de boomerang, avec de longs et minces clignotants intégrés dans le bouclier avant. La calandre a été sculptée avec des renfoncements et des inserts chromés qui rappellent les pétales de tulipe, symbole de la Turquie. La conception des feux arrière reflète celle du SUV T10X, avec un design des feux latéraux qui accroissent visuellement la largeur du véhicule. Les sorties d'air aérodynamiques du pare-chocs arrière sont le reflet de celles de l'avant.

## Caractéristiques techniques
Le T10F est une berline de type fastback entièrement électrique.

### Habitacle
L'intérieur du T10F ressemble beaucoup à celui du T10X. La berline propose un intérieur ultra-moderne avec une instrumentation de bord numérique de 12,3 pouces et un écran central tactile d'infodivertissement reposant sur une immense dalle panoramique de 29 pouces qui couvre toute la largeur de la planche de bord. À cela s'ajoute un second écran tactile de 8 pouces positionné plus au bas pour l'accès aux réglages. La console centrale sous une forme flottante dispose d'un sélecteur de transmission rotatif sur le côté, d'un chargeur sans fil, d'un bouton pour le frein de stationnement électronique, d'un contrôle du freinage régénératif et d'un pavé tactile. Les équipements de série à l'intérieur du véhicule comprennent aussi une caméra embarquée avec activation et contrôle vocal. Un système d’infodivertissement utilisant l’intelligence artificielle ainsi que la plateforme digitale Trumore de Togg incorpore un système de technologie domotique (Smart Living) et ubiquitaire permettant à l'utilisateur de réaliser de multiples actions de la vie quotidienne (USE CASE MOBILITY). L'application Trumore permet d'accéder au véhicule et de l'utiliser.  Le constructeur propose un système de son Meridian à 12 haut-parleurs à l'intérieur de sa berline.

### Batterie
La berline fastback est disponible par deux options de batteries lithium-ion : une capacité de 52,4 kWh avec une autonomie de 350 km, ou une plus grande batterie d'une capacité de 88,5 kWh permettant d'avoir une autonomie de 600 km. Le T10F dispose d'une capacité de recharge allant jusqu'à 180 kW avec un chargeur DC, permettant de faire passer la batterie de 20 % à 80 % en 28 minutes. Les batteries sont produites chez Siro à Gemlik, dans la province de Bursa, aux côtés de l'usine de Togg, filiale à 50 %, et établie en partenariat avec l'entreprise d'énergie Farasis Energy.

## Sécurité
Le T10F est équipé de série de sept airbags et d'un ensemble de systèmes avancés d'aide à la conduite (ADAS) qui peuvent évoluer grâce à l'apprentissage continu et à des mises à jour automatiques par OTA (over-the-air, transmission d'informations sans fil). 

### Aides à la conduite
La berline comprend un régulateur de vitesse adaptatif avec fonction stop-and-go qui fonctionne en conjonction avec un système de détection des panneaux de signalisation, un système de maintien de la trajectoire et un système d'alerte de franchissement de ligne. Le véhicule comporte également une caméra à vision panoramique, un système d'assistance aux angles morts, un système d'assistance au conducteur, un contrôle électronique avancé de la stabilité et un système d'aide au stationnement automatique. Le Rush Hour Pilot de Togg permet aux conducteurs de lâcher le volant dans une circulation dense jusqu'à 15 km/h afin que le véhicule se déplace de manière autonome.